# ان‌من‌گال‌آنا
ان‌من‌گال‌آنا (به انگلیسی: En-men-gal-ana) اهل بادتیبیرا، بر حسب فهرست پادشاهان سومری، چهارمین پادشاه پیش‌دودمانی سومر بود (قبل از تقریباً 2900 پیش از میلاد). گفته شده که وی به مدت 28,800 سال حکومت کرد.